# Kleinemeer
Kleinemeer (dialekt groningski Klainmeer) – wieś w Holandii, w prowincji Groningen, w gminie Hoogezand-Sappemeer. 